# فيركنودنيبروفسك
فيركنودنيبروفسك (بالأوكرانية: Верхньодніпровськ) (بالروسية: Верхнеднепровск) هي مدينة في مقاطعة دنيبروبيتروفسكا في أوكرانيا.
يبلغ عدد سكانها حوالي 16,976 (2001) نسمة.